# Бельская возвышенность
Бельская возвышенность — возвышенность в юго-западной части Тверской области, у её границы со Смоленской областью. Находится к югу от более крупной Валдайской возвышенности на территории Бельского, Оленинского и Нелидовского районов.
Коренные породы в этом регионе приподняты, что определяет значительную высоту Бельской возвышенности — от 250 до 270 метров над уровнем моря (по другим данным — до 262 м). Характер рельефа плоский, отдельные участки похожи на плато, одиночные холмы на юге образуют неясно выраженную цепочку. Бельская возвышенность сложена в основном  краснобурыми супесями и суглинками донной морены валдайского оледенения, в южной части появляются лёссовидные суглинки.
Территория Бельской возвышенности расположена главным образом в бассейне Западной Двины и орошается её левым притоком Межей. С Бельской возвышенности берут начало малые реки, относящиеся к бассейну Западной Двины — Лучеса, Обша и другие. Северо-восточная часть относится к бассейну Волги, крайне южная — частично к бассейну Днепра. Водоразделы не выражены ясно, реки имеют заметно врезанные долины, болот и озёр здесь относительно мало.